# Soko (Glagah)
Soko is een bestuurslaag in het regentschap Lamongan van de provincie Oost-Java, Indonesië. Soko telt 1369 inwoners (volkstelling 2010).